# Iouri Kournenine
Iouri Anatoliévitch Kournenine (en russe : Юрий Анатольевич Курненин, en biélorusse : Юрый Анатолевіч Курненін) est un footballeur et entraîneur de football soviétique et biélorusse né le 14 juin 1954 à Orekhovo-Zouïevo et mort le 30 juillet 2009 à Minsk.

## Biographie

### Carrière de joueur
Natif d'Orekhovo-Zouïevo, Iouri Kournenine intègre durant sa jeunesse le centre de formation de l'équipe locale du Znamia Trouda avant de rejoindre celui du Dynamo Moscou en 1971. Il fait ses débuts en équipe première le 12 juillet 1973 à l'occasion d'un match de coupe contre le Tchernomorets Odessa le 12 juillet, à l'âge de 19 ans. Il inscrit la même année son premier but professionnel contre l'Ararat Erevan le 7 octobre en championnat. Restant au club jusqu'en fin d'année 1975, il y reste principalement un remplaçant, ne disputant que 19 rencontres durant cette période, bien qu'inscrivant trois buts dont un en Coupe UEFA face au Dynamo Dresde le 6 novembre 1974.
Transféré en début d'année 1976 au Dinamo Minsk, il s'impose rapidement comme un titulaire régulier au sein de l'équipe en tant qu'arrière gauche et passe plus de onze années au club, disputant 369 matchs pour 31 buts marqués entre 1976 et 1987 et prend ainsi part au titre de champion de 1982, année durant laquelle il joue 31 rencontres et marque sept buts en championnat dont un triplé contre le Kaïrat Almaty. Durant cette période, il est également cité à trois reprises dans la liste des 33 meilleurs joueurs d'URSS entre 1982 et 1984. Pratiquement inutilisé durant la saison 1987, avec seulement une apparition à l'occasion de la finale de la coupe nationale perdue face au Dynamo Kiev, Kournenine met un terme à sa carrière professionnelle la même année à l'âge de 33 ans.

### Carrière d'entraîneur
Démarrant des études d'entraîneur dès 1983 et tout au long des années 1980, Kournenine intègre dès 1989 l'encadrement technique du KIM Vitebsk avant de devenir entraîneur principal du Dinamo Brest l'année suivante. Sous ses ordres, l'équipe termine dans un premier temps seizième du groupe Ouest de la troisième division en 1991 avant d'atteindre la troisième place de la première édition du championnat biélorusse en 1992. Il quitte par la suite ses fonctions à la fin de cette dernière année et doit attendre le mois de mai 1994 pour reprendre du service à la tête du Samotlor-XXI Nijnevartovsk qu'il dirige jusqu'en fin d'année, amenant l'équipe à la dixième place dans le groupe Sibérie de la troisième division russe.
Il connaît en 1996 une brève expérience en tant que sélectionneur, dirigeant alors la Syrie, qu'il parvient à qualifier pour la phase finale de la Coupe d'Asie des nations où il est éliminé dès la phase de poules. Après un passage à la tête de l'Al-Ahli Dubaï en 1997, il devient en avril 1999 l'entraîneur du Dinamo Minsk, avec qui il finit sixième du championnat biélorusse avant de s'en aller au mois de juin 2000.
Les années qui suivent le voit occuper principalement des postes d'adjoint, notamment aux côtés d'Anatoli Baïdatchny qu'il a côtoyé durant sa carrière de joueur, passant successivement par le Tchernomorets Novorossiisk (2001), le Chakhtior Salihorsk (2002-2003), le Dinamo Minsk (2003) et le  sélection biélorusse (2003-2005). Il devient ensuite entraîneur des espoirs biélorusses à partir du mois de février 2006, amenant notamment la sélection à la phase finale de l'Euro espoirs 2009, où il est cependant éliminé dès le premier tour. Il meurt un mois après la fin de la compétition le 30 juillet 2009 à l'âge de 56 ans,.

## Statistiques de joueur
| Saison                | Club                  | Championnat           | Championnat | Championnat | Coupe(s) nationale(s) | Coupe(s) nationale(s) | Compétition(s) continentale(s) | Compétition(s) continentale(s) | Compétition(s) continentale(s) | Total | Total |
| Saison                | Club                  | Division              | M.          | B.          | M.                    | B.                    | Comp.                          | M.                             | B.                             | M.    | B.    |
| 1973                  | Dynamo Moscou         | D1                    | 4           | 1           | 1                     | 0                     | -                              | -                              | -                              | 5     | 1     |
| 1974                  | Dynamo Moscou         | D1                    | 5           | 1           | -                     | -                     | C3                             | 1                              | 0                              | 6     | 1     |
| 1975                  | Dynamo Moscou         | D1                    | 8           | 0           | -                     | -                     | -                              | -                              | -                              | 8     | 0     |
| Sous-total            | Sous-total            | Sous-total            | 17          | 2           | 1                     | 0                     | -                              | 1                              | 1                              | 19    | 3     |
| 1976                  | Dinamo Minsk          | D1                    | 21          | 1           | -                     | -                     | -                              | -                              | -                              | 21    | 1     |
| 1977                  | Dinamo Minsk          | D2                    | 31          | 6           | 3                     | 2                     | -                              | -                              | -                              | 34    | 8     |
| 1978                  | Dinamo Minsk          | D2                    | 36          | 2           | 2                     | 0                     | -                              | -                              | -                              | 38    | 2     |
| 1979                  | Dinamo Minsk          | D1                    | 28          | 2           | 5                     | 0                     | -                              | -                              | -                              | 33    | 2     |
| 1980                  | Dinamo Minsk          | D1                    | 25          | 2           | 5                     | 0                     | -                              | -                              | -                              | 30    | 2     |
| 1981                  | Dinamo Minsk          | D1                    | 34          | 0           | 6                     | 1                     | -                              | -                              | -                              | 40    | 1     |
| 1982                  | Dinamo Minsk          | D1                    | 31          | 7           | 7                     | 0                     | -                              | -                              | -                              | 38    | 7     |
| 1983                  | Dinamo Minsk          | D1                    | 32          | 1           | 1                     | 1                     | C1                             | 4                              | 2                              | 37    | 4     |
| 1984                  | Dinamo Minsk          | D1                    | 25          | 1           | 4                     | 0                     | C1+C3                          | 2+4                            | 0                              | 35    | 1     |
| 1985                  | Dinamo Minsk          | D1                    | 26          | 1           | 2                     | 1                     | C3                             | 2                              | 0                              | 30    | 2     |
| 1986                  | Dinamo Minsk          | D1                    | 26          | 2           | 4                     | 0                     | C3                             | 2                              | 0                              | 32    | 2     |
| 1987                  | Dinamo Minsk          | D1                    | -           | -           | 1                     | 0                     | -                              | -                              | -                              | 1     | 0     |
| Sous-total            | Sous-total            | Sous-total            | 315         | 25          | 40                    | 4                     | -                              | 14                             | 2                              | 369   | 31    |
| Total sur la carrière | Total sur la carrière | Total sur la carrière | 332         | 27          | 41                    | 4                     | -                              | 15                             | 3                              | 388   | 34    |

## Palmarès de joueur
Dinamo Minsk
- Champion d'Union soviétique en 1982.
- Finaliste de la Coupe d'Union soviétique en 1987.